# Ezer
Ezer (em hebraico: עֵזֶר, "ajuda") é um povoado no centro de Israel. Localizado entre Asdode e Ascalão próximo ao litoral do mediterrâneo, que cai sob a jurisdição do Conselho Regional de Be'er Tuvia. Em 2006 tinha uma população de 985.
A vila foi fundada em 1966 como um centro da vila para as moshavim circundantes. Em 1990 ela se expandiu e tornou-se uma comuna. Abriga instituições religiosas, como uma mikvá e sinagoga.